# Sommer-Paralympics 2012/Teilnehmer (Lesotho)
| stlisierte Goldmedaille | stlisierte Silbermedaille | stlisierte Bronzemedaille |
| ----------------------- | ------------------------- | ------------------------- |
| —                       | —                         | —                         |

Lesotho entsendete eine Sportlerin zu den Paralympischen Sommerspielen 2012 in London.

## Teilnehmer nach Sportart

### Leichtathletik
Frauen:
- Mary Letsoara